# Baker Street (stanice metra v Londýně)
Baker Street je stanice metra v Londýně, otevřená roku 1863. Nachází se na pěti linkách :
- Bakerloo Line (mezi stanicemi Marylebone a Regent's Park)
- Circle Line a Hammersmith & City Line (mezi stanicemi Edgware Road a Great Portland Street)
- Jubilee Line (mezi stanicemi St. John's Wood a Bond Street)
- Metropolitan Line (mezi stanicemi Finchley Road a Great Portland Street nebo zde tato linka končí).

| Rok  | Počet Cestujících |
| ---- | ----------------- |
| 2011 | 27,02 mil         |
| 2012 | 27,74 mil         |
| 2013 | 28,10 mil         |
| 2014 | 32,18 mil         |